# Mistrovství světa v zápasu ve volném stylu 1999
Mistrovství světa v zápase ve volném stylu 1999 se uskutečnilo v Ankaře, Turecko. Ženské soutěže se uskutečnily v Bodenu, (Švédsko). 

## Výsledky

### Volný styl muži
| Kategorie | Zlato              | Stříbro               | Bronz              |
| --------- | ------------------ | --------------------- | ------------------ |
| 54 kg     | Kim U-jong         | Adkham Achilov        | Oleksandr Zacharuk |
| 58 kg     | Harun Doğan        | Alírezá Dábir         | Damir Zakhartdinov |
| 63 kg     | Elbrus Tedejev     | Jang Jae-sung         | Ramil Islamov      |
| 69 kg     | Daniel Igali       | Lincoln McIlravy      | Yüksel Şanlı       |
| 76 kg     | Adam Sajtijev      | Alexander Leipold     | Adem Bereket       |
| 85 kg     | Yoel Romero        | Chadžimurad Magomedov | Les Gutches        |
| 97 kg     | Sagid Murtazalijev | Alírezá Hajdárí       | Marek Garmulewicz  |
| 130 kg    | Stephen Neal       | Andrej Šumilin        | Abbás Džadídí      |

### Volný styl ženy
| Kategorie | Zlato           | Stříbro        | Bronz               |
| --------- | --------------- | -------------- | ------------------- |
| 46 kg     | Tricia Saunders | Zhong Xiue     | Inga Karamčakovová  |
| 51 kg     | Seiko Yamamoto  | Erica Sharp    | Gao Yanzhi          |
| 56 kg     | Anna Gomis      | Mariko Shimizu | Gudrun Høie         |
| 62 kg     | Ayako Shoda     | Meng Lili      | Lotta Andersson     |
| 68 kg     | Sandy Bacherová | Anita Schätzle | Anna Shamova        |
| 75 kg     | Kyoko Hamaguchi | Kristie Marano | Christine Nordhagen |

## Týmové hodnocení
| Pořadí | Muži volný styl | Muži volný styl | Ženy volný styl | Ženy volný styl |
| Pořadí | Tým             | Body            | Tým             | Body            |
| ------ | --------------- | --------------- | --------------- | --------------- |
| 1      | Rusko           | 48              | USA             | 47              |
| 2      | USA             | 45              | Japonsko        | 46              |
| 3      | Turecko         | 45              | Čína            | 29.5            |
| 4      | Írán            | 34              | Rusko           | 29              |
| 5      | Uzbekistán      | 30              | Kanada          | 24              |
| 6      | Jižní Korea     | 28              | Venezuela       | 22              |
| 7      | Ukrajina        | 24              | Ukrajina        | 20.5            |
| 8      | Kuba            | 20              | Švédsko         | 20              |
| 9      | Bulharsko       | 18              | Norsko          | 20              |
| 10     | Německo         | 17              | Francie         | 17              |